# Mohammad Reza Khalatbari
Mohammad Reza Khalatbari (pers.  محمدرضا خلعتبری; Ramsar, 14 settembre 1983) è un ex calciatore iraniano, di ruolo attaccante.

## Statistiche
Statistiche aggiornate al 20 ottobre 2018.
| Club                 | Club                 | Club                 | Campionato | Campionato | Coppa             | Coppa             | Continente | Continente | Totale   | Totale |
| Stagione             | Club                 | Campionato           | Presenze   | Goals      | Presenze          | Goals             | Presenze   | Goals      | Presenze | Goals  |
| Iran                 | Iran                 | Iran                 | League     | League     | Hazfi Cup         | Hazfi Cup         | Asia       | Asia       | Totale   | Totale |
| -------------------- | -------------------- | -------------------- | ---------- | ---------- | ----------------- | ----------------- | ---------- | ---------- | -------- | ------ |
| 2003–04              | Shamoushak           | Iran Pro League      | 14         | 1          | 0                 | 0                 | –          | –          | 14       | 1      |
| 2004–05              | Aboumoslem           | Iran Pro League      | 25         | 0          | 0                 | 0                 | –          | –          | 25       | 0      |
| 2005–06              | Aboumoslem           | Iran Pro League      | 26         | 3          | 0                 | 0                 | –          | –          | 26       | 3      |
| 2006–07              | Zob Ahan             | Iran Pro League      | 19         | 1          | 1                 | 0                 | –          | –          | 20       | 1      |
| 2007–08              | Zob Ahan             | Iran Pro League      | 25         | 7          | 2                 | 0                 | –          | –          | 27       | 7      |
| 2008–09              | Zob Ahan             | Iran Pro League      | 28         | 10         | 3                 | 2                 | –          | –          | 31       | 12     |
| 2009–10              | Zob Ahan             | Iran Pro League      | 26         | 11         | 4                 | 1                 | 11         | 5          | 40       | 17     |
| 2010–11              | Zob Ahan             | Iran Pro League      | 28         | 5          | 1                 | 0                 | 6          | 1          | 35       | 6      |
| Qatar                | Qatar                | Qatar                | League     | League     | Emir of Qatar Cup | Emir of Qatar Cup | Asia       | Asia       | Total    | Total  |
| 2011–12              | Al Gharafa           | Qatar Stars League   | 8          | 2          | 1                 | 1                 | 0          | 0          | 9        | 3      |
| United Arab Emirates | United Arab Emirates | United Arab Emirates | League     | League     | President's Cup   | President's Cup   | Asia       | Asia       | Total    | Total  |
| 2011–12              | Al Ain               | UAE Pro-League       | 16         | 2          | 1                 | 1                 | -          | -          | 17       | 3      |
| Iran                 | Iran                 | Iran                 | League     | League     | Hazfi Cup         | Hazfi Cup         | Asia       | Asia       | Total    | Total  |
| 2012–13              | Sepahan              | Iran Pro League      | 32         | 14         | 5                 | 2                 | 8          | 1          | 45       | 17     |
| 2013–14              | Persepolis           | Iran Pro League      | 21         | 6          | 2                 | 0                 | –          | –          | 21       | 6      |
| 2014–15              | Sepahan              | Iran Pro League      | 26         | 9          | 1                 | 0                 | –          | –          | 27       | 9      |
| 2015–16              | Sepahan              | Iran Pro League      | 9          | 1          | 1                 | 1                 | 6          | 0          | 16       | 2      |
| 2016–17              | Gostaresh            | Iran Pro League      | 20         | 2          | 0                 | 0                 | –          | –          | 20       | 2      |
| 2017                 | Saipa                | Iran Pro League      | 13         | 1          | 0                 | 0                 | –          | –          | 13       | 1      |
| 2017–18              | Padideh              | Iran Pro League      | 7          | 1          | 0                 | 0                 | –          | –          | 7        | 1      |
| 2018–19              | Padideh              | Iran Pro League      | 15         | 2          | 2                 | 0                 | –          | –          | 17       | 2      |
| 2018–19              | Zob Ahan             | Iran Pro League      | 1          | 0          | 0                 | 0                 | –          | –          | 1        | 0      |
| 2019–20              | Zob Ahan             | Iran Pro League      | 2          | 1          | 0                 | 0                 | 0          | 0          | 2        | 1      |
| 2020                 | Shahr Khodro         | Iran Pro League      | 14         | 1          | 1                 | 0                 | 2          | 0          | 17       | 2      |
| Totale               | Iran                 | Iran                 | 351        | 78         | 20                | 6                 | 35         | 7          | 406      | 88     |
| Totale               | Qatar                | Qatar                | 8          | 2          | 1                 | 1                 | 0          | 0          | 9        | 3      |
| Totale               | United Arab Emirates | United Arab Emirates | 10         | 3          | 4                 | 1                 | –          | –          | 14       | 4      |
| Totale Carriera      | Totale Carriera      | Totale Carriera      | 369        | 83         | 25                | 8                 | 35         | 7          | 429      | 98     |

- Assists

| Stagione | Squadra    | Assists |
| -------- | ---------- | ------- |
| 05–06    | Aboumoslem | 1       |
| 06–07    | Zob Ahan   | 2       |
| 07–08    | Zob Ahan   | 4       |
| 08–09    | Zob Ahan   | 14      |
| 09–10    | Zob Ahan   | 5       |
| 10–11    | Zob Ahan   | 11      |
| 11–12    | Al Gharafa | 4       |
| 11–12    | Al Ain     | 2       |
| 12–13    | Sepahan    | 13      |
| 13–14    | Persepolis | 5       |
| 14–15    | Sepahan    | 3       |

## Carriera

### Gli inizi
Formatosi calcisticamente nella giovanili del Shamoushak, nel 2004 si trasferisce all'Aboumoslem. Grazie al suo contributo l'Aboumoslem raggiunge la finale della Hazfi Cup, dove viene sconfitto ai rigori dal Saba Qom.
Dopo due stagioni con l'Aboumoslem, nel luglio 2006, firma per lo Zob Ahan.
Grazie al suo contributo la squadra vince la Coppa Hazfi nel giugno 2009.

### Zob Ahan
Durante l'estate del 2009, ha fatto un provino all'FC Köln, tuttavia l'allenatore Zvonimir Soldo dichiarò che il giocatore "mancava di forza fisica" e che "potrebbe essere un problema in Germania".
Reintegrato nella rosa, durante la stagione 2009-10, si mostra come uno dei più influenti del campionato e dell'AFC Champions League, dove Zob Ahan ha raggiunge la finale per la prima volta nella sua storia.

### Al Gharrafa
Nel giugno 2011 firma un contratto con Al-Gharafa. Dopo una metà di stagione infruttuosa, lascia il club nella finestra di mercato invernale.

### Al Ain
Così all'inizio del 2012, si trasferisce all'Al Ain in prestito. Nel corso della stagione fa registrare 17 presenze e mette a segno 3 gol.

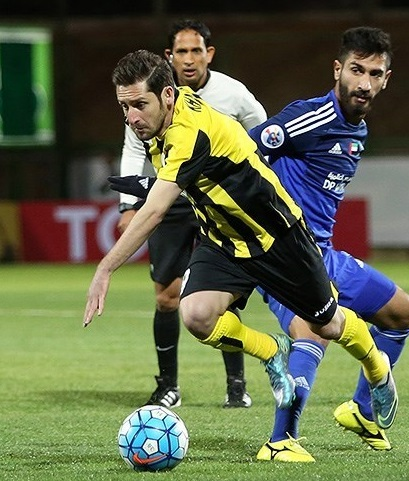
Khalatbari con il Sepahan nella partita di AFC Champions League contro l'Al-Nasr

Il 10 luglio 2012 si unisce Sepahan Football Club. Con la squadra conquista nuovamente la Coppa Hazfi, inoltre mettendo a segno 14 gol e facendo registrare 13 assist, che gli assegnarono il primato in campionato.
Al termine della stagione 2012-2013, si trasferisce all'Ajman, trasferimento che però viene successivamente annullato dopo la ridenominazione della UAE Pro League in UAE Arabian Gulf League.

### Persepolis

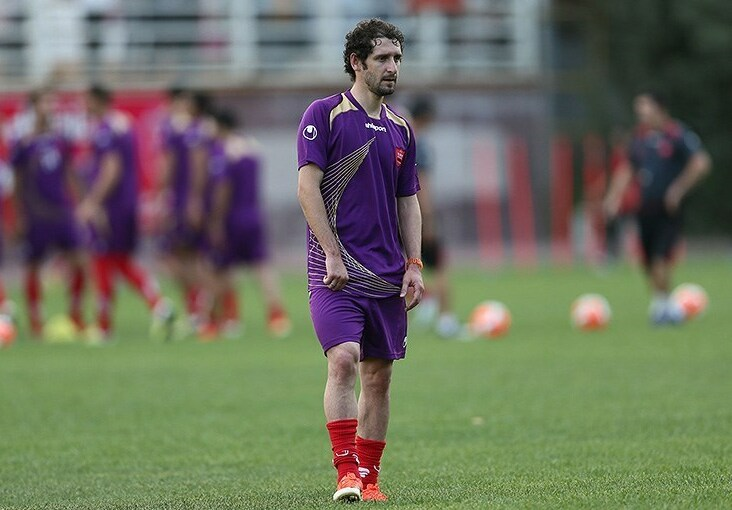
Khalatbari al Persepolis durante un allenamento nel settembre 2013

Il 1º settembre si trasferisce in prestito al Persepolis F.C., siglando un contratto di due anni.
L'esordio con la nuova squadra arriva nel derby di Teheran contro l'Esteghlal F.C..
La prima rete la ottiene su rigore in una partita contro il Gostaresh Foolad.
Grazie al suo contributo, il Persepolis raggiunge il secondo posto in campionato, assicurandosi un posto nella successiva edizione della AFC Champions League.
Il 15 luglio 2014 il club lo riscatta.

### Ritorno al Sepahan

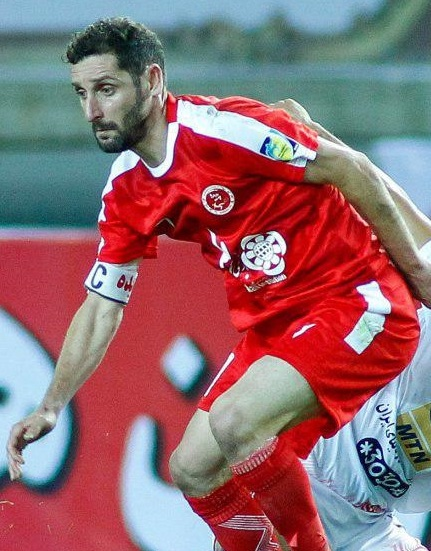
Khalatbari nel 2018 in una partita con il Sepahan

Pochi giorni dopo l'ingaggio al Persepolis F.C., ritorna al Sepahan.